# Кубок Восточной конференции
Кубок Восточной конференции — хоккейный приз, вручаемый клубу, вышедшему в финал Кубка Гагарина Континентальной хоккейной лиги от Восточной конференции. Трофей учрежден в 2010 году. Автором кубка является Владимир Гдальевич Майзель, член Союза художников, руководитель ювелирной студии «Майзель».

## Факты из истории
В двух сезонах КХЛ Кубок не вручался. В первом сезоне КХЛ, 2008/09, отсутствовало деление на конференции. Плей-офф сезона 2019/20 был досрочно завершён после первого раунда из-за пандемии коронавируса.
В каждом финале Восточной конференции играли только российские клубы, иностранные команды до этой стадии плей-офф Кубка Гагарина ни разу не доходили.
В сезоне 2023/24 была изменена структура розыгрыша плей-офф. Из-за этого в 1/2 турнира вышли 3 команды из Восточной конференции и только 1 из Западной.

## Обладатели Кубка
За всю историю существования КХЛ в финалах плей-офф конференции Восток сыграли семь команд — «Ак Барс» (7 раз), магнитогорский «Металлург» (6 раз) , «Салават Юлаев»  и «Трактор» (обе команды по 5 раз), «Авангард» (4 раза), «Сибирь» и «Автомобилист» (оба клуба по 1 разу). 
Чаще других команд Восточную конференцию КХЛ выигрывал Магнитогорский «Металлург» (5 раз). «Ак Барс» (4 раза), «Авангард» (3 раза),  «Трактор» (2 раза) по одному разу побеждал «Салават  Юлаев».
В финалах плей-офф на Востоке КХЛ чаще всего играли «Ак Барс» (7 раз), магнитогорский «Металлург», «Трактор» и «Салават Юлаев» (6 раз), и «Авангард» (4 раза).  
| Сезон     | Команда         | Финалист               |
| --------- | --------------- | ---------------------- |
| 2024/2025 | Трактор         | Салават Юлаев          |
| 2023/2024 | Металлург Мг    | Автомобилист / Трактор |
| 2022/2023 | Ак Барс         | Авангард               |
| 2021/2022 | Металлург Мг    | Трактор                |
| 2020/2021 | Авангард        | Ак Барс                |
| 2019/2020 | Не разыгрывался | Не разыгрывался        |
| 2018/2019 | Авангард        | Салават Юлаев          |
| 2017/2018 | Ак Барс         | Трактор                |
| 2016/2017 | Металлург Мг    | Ак Барс                |
| 2015/2016 | Металлург Мг    | Салават Юлаев          |
| 2014/2015 | Ак Барс         | Сибирь                 |
| 2013/2014 | Металлург Мг    | Салават Юлаев          |
| 2012/2013 | Трактор         | Ак Барс                |
| 2011/2012 | Авангард        | Трактор                |
| 2010/2011 | Салават Юлаев   | Металлург Мг           |
| 2009/2010 | Ак Барс         | Салават Юлаев          |

- Полужирным выделены команды, победившие в финале Кубка Гагарина.